# Huayra Pronello-Ford
Huayra Pronello-Ford es un Sport Prototipo argentino diseñado y construido por Heriberto Pronello para integrar el equipo oficial Ford de Sport Prototipo Argentino de 1969. Construido en 1968, este automóvil tuvo una campaña muy destacada en la categoría más importante de autos con techo de Argentina. En 1969, el año de su debut, el Huayra Pronello-Ford fue el Automóvil más veloz tanto en clasificación como en carrera en casi todas las competencias.
El Huayra Pronello-Ford propulsado por un motor F-100 V8 equipado con cuatro carburadores Webber 48-48 verticales fue ganador con récord absoluto en el Óvalo de Rafaela conducido por Carlos Pascualini. Carlos Reutemann integraba el equipo con otro Huayra.

## Premios y reconocimientos
El Huayra recibió en el año 2011 el premio al Mejor Auto de Competición Argentina de Autoclásica, es el encuentro de autos clásicos más importante de Argentina y uno de los más importantes a nivel continental.
En el año 2023 fue nominado como el "nuevo favorito" en el evento del Goodwood Road & Racing Club en Inglaterra, tras haber sido seleccionado por la organización y cumplido un largo viaje que incluyó pruebas en el túnel de viento de Catesby y hasta un homenaje en la Embajada Argentina en Londres.

## Galería de imágenes

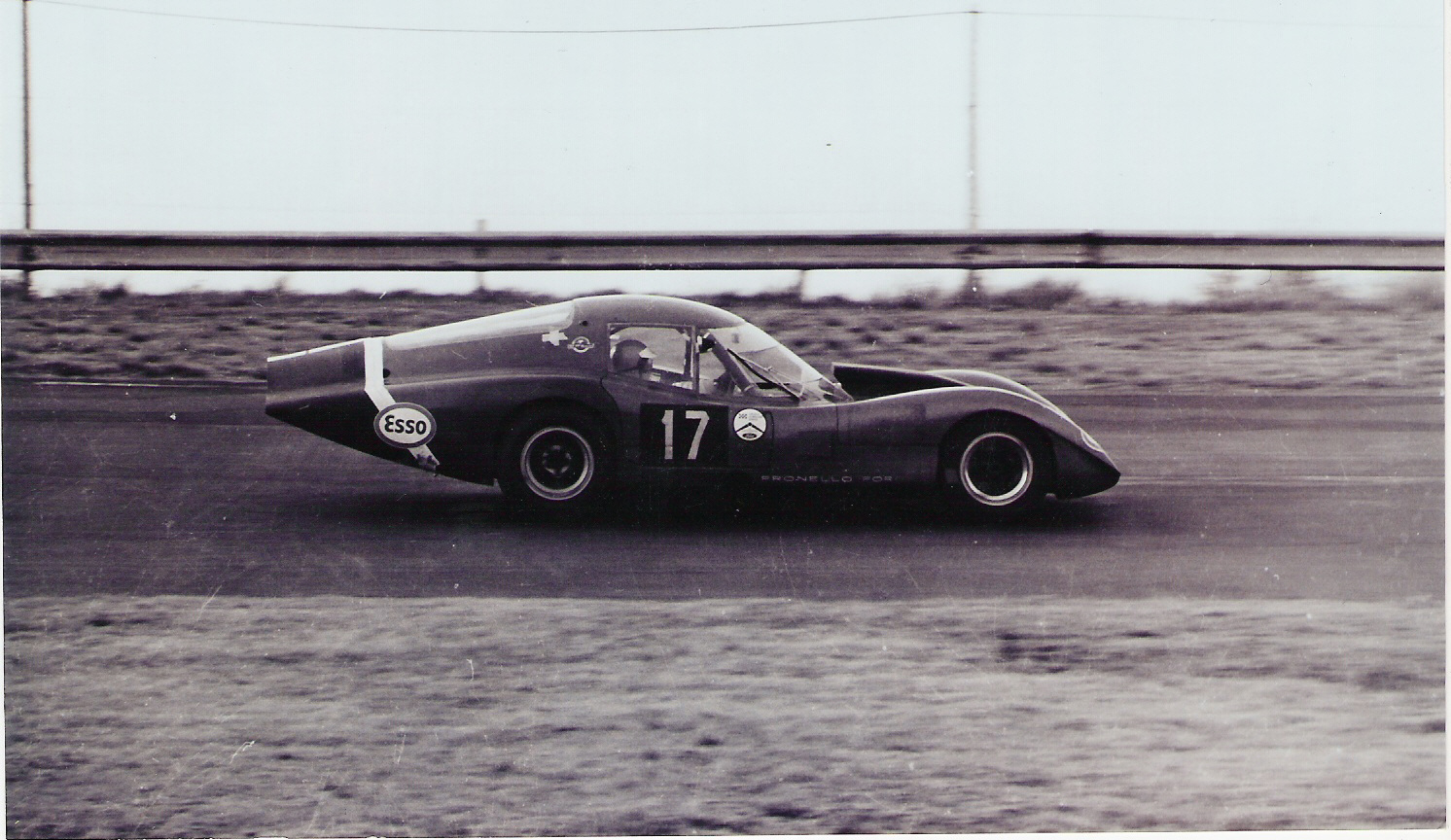
El Huayra corriendo con la extensión de la cola para circuitos rápidos.
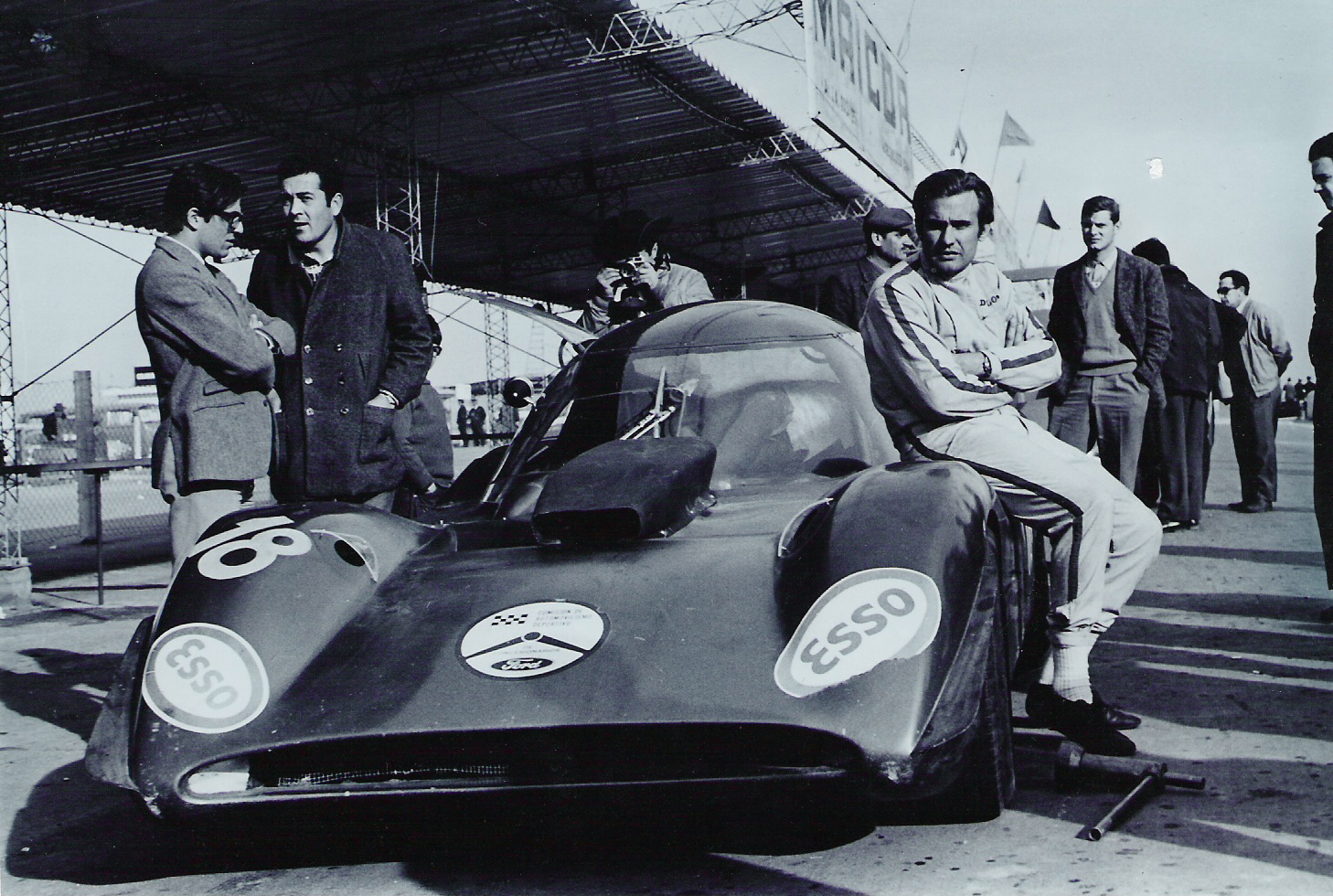
Carlos Reutemann momentos antes a una carrera sobre el Huayra.
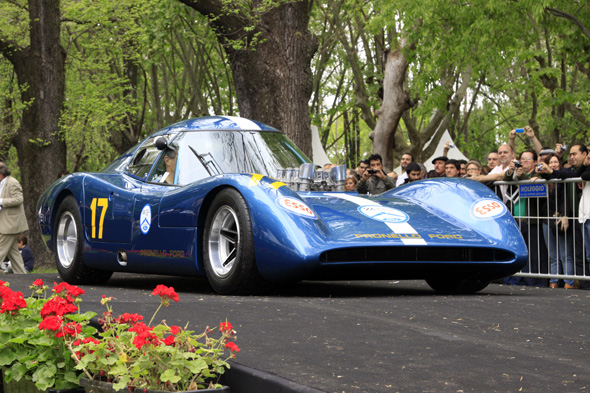
Ford Huayra en Autoclásica 2011.